# Qudāʿa
Qudāʿa (arabisch قضاعة, DMG Quḍāʿa) war ein lockerer Verbund altarabischer Stämme, dessen Ursprung unbekannt ist. Zu den Stämmen, die den Qudāʿa zugerechnet wurden, gehörten die Kalb, Dschuhaina, Balī, Bahrāʾ, Chaulān, Mahra, Chuschain, Dscharm, ʿUdhra, Balqain, Tanūch und Salīh. Bei einigen dieser Stämme war die Zugehörigkeit zu den Qudāʿa allerdings strittig. Dies hängt auch damit zusammen, dass sich verschiedene Clane dieser Stämme noch in vorislamischer Zeit anderen Stämmen angeschlossen hatten. Innerhalb der Qudāʿa spielten die Dschuhaina und die Balī eine besonders große Rolle. Den Qudāʿa wird auch Daizan ibn Muʿāwiya, der mythische König von Hatra, zugerechnet.

## Die Dschuhaina
Das Territorium der Dschuhaina, die enge Beziehungen zu den Aus und Chazradsch in Yathrib hatten, lag an der Karawanenroute zwischen Mekka und Syrien und schloss die Ortschaft Yanbu und die Berge von Radwā ein. Nach einer Überlieferung bei Ibn al-Kalbī hatte ein Mann von den Dschuhaina, ʿAbd ad-Dār ibn Hudaib, vor, auf dem eigenen Territorium ein Heiligtum zu bauen, das der Kaaba in Mekka Konkurrenz machen sollte, doch stießen diese Pläne bei seinen Leuten auf Widerstand, so dass er sie bald wieder aufgab. Als sich Mohammed in Yathrib niederließ, bemühte er sich um die Herstellung friedlicher Beziehungen zu den Dschuhaina. Schon vor der Schlacht von Badr, als die Muslime den Verkehr der Karawanen der Quraisch zu stören begannen, kam es zu einer Zusammenarbeit mit einigen Angehörigen des Stammes, die für die Muslime als Spione agierten. Nach einem Bericht bei dem Traditionsgelehrten at-Tabarānī waren die Dschuhaina sogar der erste arabische Stamm, der auf der Seite des Propheten kämpfte. Viele Gruppen der Dschuhaina konvertierten wahrscheinlich schon in dieser Zeit zum Islam. Das Bündnis Mohammeds mit den Dschuhaina wurde bei einem Besuch von ihm an ihrem Ort Dhū l-Marwa abgeschlossen; bei dieser Gelegenheit soll er den Stamm in seinen Eigentumsrechten hinsichtlich des Gebietes um Dhū l-Marwa bestätigt haben. An der Eroberung von Mekka im Januar 630 beteiligten sich die Dschuhaina mit einem Kontingent von 800 Kämpfern und 50 Reitern. Nach dem Tode des Propheten blieben sie dem Islam treu. Zusammen mit anderen Gruppen der Qudāʿa nahmen die Dschuhaina maßgeblich an der Eroberung Ägyptens teil. Einige siedelten sich in Fustat an.

## Die Balī
Das Territorium der Balī befand sich nördlich von demjenigen der Dschuhaina, allerdings lebten Anfang des 7. Jahrhunderts auch einige Angehörige des Stammes in Yathrib, wo sie mit Aus und Chazradsch verbündet waren. Einige Balī lebten auch unter den Banū Sulaim und hatten deren Stammbaum angenommen. Kurz nach der Schlacht von Mu'ta im September 629 sandte Mohammed eine Delegation zu den Balī, um deren Loyalität zu sichern. Sie wurde von ʿAmr ibn al-ʿĀs geleitet, dessen Mutter selbst diesem Stamm angehörte. Im Juni/Juli 630 schickten die Balī dann selbst eine Delegation nach Yathrib, bei der sie förmlich den Islam annahmen. Bemerkenswert ist ein Brief von Mohammed an den Clan der Banū Dschuʿail, in dem er diesen als Teil des Clans von ʿAbd Manāf ibn Qusaiy anerkannte und ihm die sadaqa-Zahlungen anderer Stämme zuteilte.
Auch die Balī spielten eine wichtige Rolle bei der Eroberung Ägyptens, ʿAmr ibn al-ʿĀs kämpfte selbst unter dem Banner dieses Stammes. Sie siedelten sich vor allem in den Regionen von Achmim und Asyut an, später wurden sie von fatimidischen Truppen in den Süden abgedrängt. Auf der Iberischen Halbinsel lebten einige Angehörige der Balī in der Umgebung von Córdoba. Auf der Arabischen Halbinsel spielten die Balī noch einmal während des Ersten Weltkriegs in der Auseinandersetzung zwischen dem Scharifen Husain und den türkischen Truppen eine gewisse Rolle. 1925 wurden die meisten Balī loyale Untertanen Saudi-Arabiens. Eine Minderheit unter ihnen lehnte jedoch die saudische Herrschaft ab und flüchtete nach Transjordanien.